# ماري إيتون
ماري إيتون (بالإنجليزية: Mary Eaton)‏ هي عارضة وممثلة أمريكية، ولدت في 29 يناير 1901 في الولايات المتحدة، وتوفيت في 10 أكتوبر 1948 بهوليوود في الولايات المتحدة بسبب تشمع الكبد.

## وصلات خارجية
- ماري إيتون على موقع IMDb (الإنجليزية)
- ماري إيتون على موقع أول موفي (الإنجليزية)
- ماري إيتون على موقع قاعدة بيانات برودواي على الإنترنت (الإنجليزية)
- ماري إيتون على موقع قاعدة بيانات الأفلام السويدية (السويدية)
- ماري إيتون على موقع قاعدة بيانات الفيلم (الإنجليزية)